# Bolgar
Bolgar (rusky Болгар) je město v Rusku, administrativní centrum Spasského rajónu Tatarstánu. Leží na soutoku Volhy s Kamou, v bezprostřední blízkosti Bulgaru, ruin někdejšího hlavního města středověké říše turkických Bulharů (Protobulhaři), tzv. Volžského Bulharska.

## Historie
Sídlo vzniklo jako vesnice Spasskaja (od slova spása), o jejímž založení není nic známo. Roku 1781 byla Spasskaja povýšena na újezdní město Kazaňské gubernie Spassk. V 19. století sloužil Spassk jako překladiště na říční dopravu pro náklady z okolních měst. Roku 1856 se zde nacházel 1 kostel, 246 domů a 5 obchodů.
V letech 1926-1935 se město oficiálně jmenovalo Spassk-Tatarskij, aby se odlišilo od mnoha jiných měst téhož názvu. Roku 1935 bylo přejmenováno na Kujbyšev na počest zemřelého bolševického revolucionáře Valeriana Kujbyševa.
Když byla roku 1957 napuštěna Kujbyševská přehrada, zmizelo původní město zcela pod její hladinou. Kujbyšev tak byl přemístěn asi 2 km jižně od vesnice Bolgar, kterou záhy pohltil. Roku 1991 potom bylo celé město pojmenováno podle pohlceného Bolgaru, jehož název upomíná na kdysi významné hradiště Bulgar.
Roku 2010 se zde začal realizovat velkolepý projekt renovace památek starého Bulgaru a výstavby nové infrastruktury, podporující rozvoj turismu. Vznikla tak Bílá mešita, nový říční přístav (plují sem výletní lodě z Kazaně), hotel, informační centrum, muzeum chleba s mlýnem a pekárnou, muzeum řemesel s kovárnou aj.

## Pamětihodnosti
- Bulgarský historický a archeologický komplex - roku 2014 zapsaný na seznam světového dědictví UNESCO:
  - Pozůstatky valu a příkopu z 14. - 15. století
  - Severní mauzoleum
  - Východní mauzoleum
  - Černá síň
  - Bílá síň
  - Chánská hrobka
  - Chrámová mešita
  - Velký minaret
  - Malý minaret
  - Chrám Zesnutí přesvaté Bohorodice
- Chrám svatého Abraháma
- Pramen sv. mučedníka Abraháma Bulharského divotvorce
- Bílá mešita
- Muzeum chleba
- Muzeum řemesel